# World Series
A World Series é a série de campeonatos anuais da Major League Baseball (MLB) nos Estados Unidos e no Canadá, disputada desde 1903 pelas equipes campeãs da Liga Americana (AL) e da Liga Nacional (NL). O vencedor do campeonato da World Series é determinado por meio de um playoff em melhor de sete jogos, e a equipe vencedora recebe o Troféu do Comissário. Como é jogada durante o outono na América do Norte, a série também é conhecida como Clássico de Outono. Desde 2017, é oficialmente conhecida como World Series apresentada pelo YouTube TV, por motivos de patrocínio.
Antes de ambas as ligas serem separadas em divisões em 1969, o time com o melhor histórico de vitórias e derrotas na temporada regular em cada liga avançava automaticamente para a World Series, exceto em caso de empate, que exigia um playoff de flâmula. Desde então, cada liga passou a conduzir uma série de campeonatos (ALCS e NLCS) antes da Série Mundial, para determinar quais times irão avançar, enquanto essas séries passaram a ser precedidas por séries de divisão (ALDS e NLDS) desde 1995 e por jogos de wild card em cada liga desde 2012. A World Series foi disputada 118 vezes até 2020, com a AL vencendo 67 e a NL vencendo 51.
Até 2002, a vantagem de jogar em casa na World Series alternava ano a ano entre a Liga Nacional e a Liga Americana. De 2003 a 2016, a vantagem de jogar em casa foi dada à liga vencedora do All-Star Game em cada ano. A partir de 2017, a vantagem de jogar em casa passou a ser concedida ao time campeão da liga com o melhor histórico de vitórias e derrotas na temporada regular, exceto em 2020, quando um estádio neutro sediou todos os jogos da série.

## Pré-World Series
Até a formação da American Association, em 1882, como uma segunda liga principal, a National Association of Professional Base Ball Players (1871–1875) e, em seguida, a National League (fundada em 1876) representavam o nível superior do beisebol organizado nos Estados Unidos. Todos os campeonatos foram atribuídos ao time com o melhor aproveitamento no fim da temporada, sem uma série de pós-temporada sendo disputada. De 1884 a 1890, a National League e a American Association se enfrentaram em uma série de jogos no fim da temporada para determinar um campeão geral. Essas séries eram desorganizadas em comparação com a World Series modernas, com os termos acertados por meio de negociação dos donos das equipes campeãs de antemão. O número de jogos disputados variou de apenas três, em 1884 (o Providence derrotou o New York por três jogos a zero), a um máximo de quinze, em 1887 (o Detroit venceu o St. Louis por dez jogos a cinco). Em 1885 e em 1890, a série terminou empatada, com cada equipe tendo vencido três jogos.
A série foi promovida e referida como "O Campeonato dos Estados Unidos", "World Championship Series" ou "World Series", para abreviar. Em seu livro Krakatoa: The Day the World Exploded, de 27 de agosto de 1883, Simon Winchester menciona de passagem que a World Series foi nomeada em homenagem ao jornal New York World, mas essa visão é contestada. As competições do século XIX, no entanto, não são oficialmente reconhecidas como parte da história da World Series pela Major League Baseball, que considera o beisebol do século XIX como um prólogo da era moderna do esporte. Até por volta de 1960, algumas fontes trataram a série do século XIX em uma base igual com a série do século XX. Depois de por volta de 1930, no entanto, muitas autoridades listaram o início da World Series em 1903 e passaram a discutir as competições anteriores separadamente (por exemplo, o Almanaque Mundial de 1929 e o Livro de Fatos listam "Campeonatos Mundiais de Beisebol de 1884–1928" em uma única tabela, mas a edição de 1943 lista "Campeonatos Mundiais de Beisebol 1903–1942").
Após o colapso da American Association, após a temporada de 1891, a National League foi novamente a única liga principal. O campeonato da liga foi concedido em 1892 por um playoff entre os campeões da meia temporada. Este esquema foi abandonado após uma temporada. Começando em 1893 — e continuando até o jogo divisionário ser introduzido, em 1969 —, a flâmula foi concedida ao clube em primeiro lugar na classificação ao fim da temporada. Por quatro temporadas, de 1894 a 1897, os campeões da liga jogaram contra os vice-campeões na série do campeonato pós-temporada chamada Temple Cup. Uma segunda tentativa neste formato foi a série Chronicle-Telegraph Cup, que foi jogada apenas uma vez, em 1900. Em 1901, a Liga Americana foi formada como uma segunda liga principal. Nenhuma série de campeonatos foi disputada em 1901 ou 1902, já que as ligas Nacional e a Americana lutavam entre si pela supremacia nos negócios.

## World Series moderna

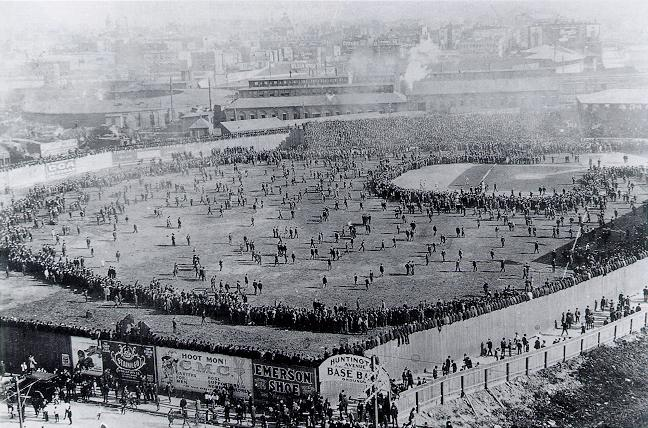
O estádio Huntington Avenue Grounds durante a World Series de 1903.

Após dois anos de competição acirrada e ataques de jogadores, as ligas Nacional e Americana fizeram as pazes, e, como parte do acordo, várias duplas de times se enfrentaram para jogos de exibição entre as ligas após a temporada de 1903. Essas séries foram organizadas pelos clubes participantes, como as partidas da Série Mundial de 1880 haviam sido. Um deles igualou os dois vencedores de flâmula — Pittsburgh Pirates, da NL, e Boston Americans (mais tarde conhecido como Red Sox), da AL — naquela que é conhecida como a World Series de 1903, disputada no Huntington Avenue Grounds. O jogo foi acertado com bastante antecedência pelos dois proprietários, já que ambas as equipes eram líderes de suas ligas com uma ampla vantagem. O Boston derrotou o Pittsburgh por 5 a 3, vencendo com a precisão dos arremessos de Cy Young e Bill Dinneen. A Série trouxe muito orgulho cívico para Boston e provou que a nova Liga Americana poderia vencer a Nacional.

### Boicote de 1904
A Série 1904, se tivesse acontecido, teria sido entre Boston Americans (Boston Red Sox), da AL, e New York Giants (hoje San Francisco Giants), da NL. Naquela época, não havia um órgão regulador para a World Series nem qualquer exigência de que uma série final fosse disputada. Assim, o dono dos Giants, John T. Brush, recusou-se a permitir que sua equipe participasse de tal evento, citando a "inferioridade" da emergente Liga Americana. John McGraw, o técnico dos Giants, chegou a dizer que eles já eram "campeões mundiais", uma vez que eram os campeões da "única liga principal real". No momento do anúncio, seus novos rivais na cidade, o New York Highlanders (agora New York Yankees) lideravam a AL, e a perspectiva de enfrentar os Highlanders não agradou à administração do Giants. O Boston venceu no último dia da temporada, e as ligas haviam concordado anteriormente em realizar uma Série do Campeonato Mundial em 1904, mas, como não era obrigatória, Brush manteve sua decisão original. Além de razões políticas, Brush também citou factualmente a falta de regras sob as quais o dinheiro seria dividido, onde os jogos seriam disputados e como seriam operados e organizados.
Durante o inverno de 1904-1905, no entanto, sentindo a dor das críticas da imprensa, Brush mudou de ideia e propôs o que viria a ser conhecido como "Regras de Brush", sob as quais a série acabaria sendo jogada posteriormente. Uma das regras previa que as participações dos jogadores viriam de uma parte das receitas dos ingressos apenas para os quatro primeiros jogos. Isso era para desencorajar as equipes de combinar resultados nos primeiros jogos, a fim de prolongar a série e ganhar mais dinheiro. As receitas dos jogos posteriores seriam divididas entre os dois clubes e a Comissão Nacional, o órgão regulador do esporte, que conseguiu cobrir grande parte de suas despesas operacionais anuais com as receitas da World Series. Mais importante ainda, os jogos agora oficiais e obrigatórios da World Series eram dirigidos estritamente pela própria Comissão Nacional, não pelos clubes participantes.
Com as novas regras em vigor e a Comissão Nacional no controle, o McGraw's Giants chegou à Série em 1905 e derrotou o Philadelphia Athletics por quatro jogos a um. Desde então, a Série tem sido realizada todos os anos, exceto 1994, quando foi cancelada devido a uma greve de jogadores. O nome do evento, inicialmente conhecido como World Championship Series, foi gradualmente abreviado no uso comum para "World's Series" e, na década de 1930, para "World Series". A lista de regras de pós-temporada evoluiu com o tempo. Em 1925, o proprietário do Brooklyn, Charles Ebbets, convenceu outros a adotar como regra permanente o padrão 2–3–2 usado em 1924. Antes de 1924, o padrão era alternar por jogo ou fazer outro arranjo conveniente para ambos os clubes. O padrão 2–3–2 tem sido usado desde então, exceto nas World Series de 1943 e 1945, que seguiram um padrão 3–4 devido às restrições de viagem da Segunda Guerra Mundial; em 1944, o padrão normal foi seguido porque ambas as equipes estavam baseadas no mesmo estádio.

### Escândalo Black Sox de 1919

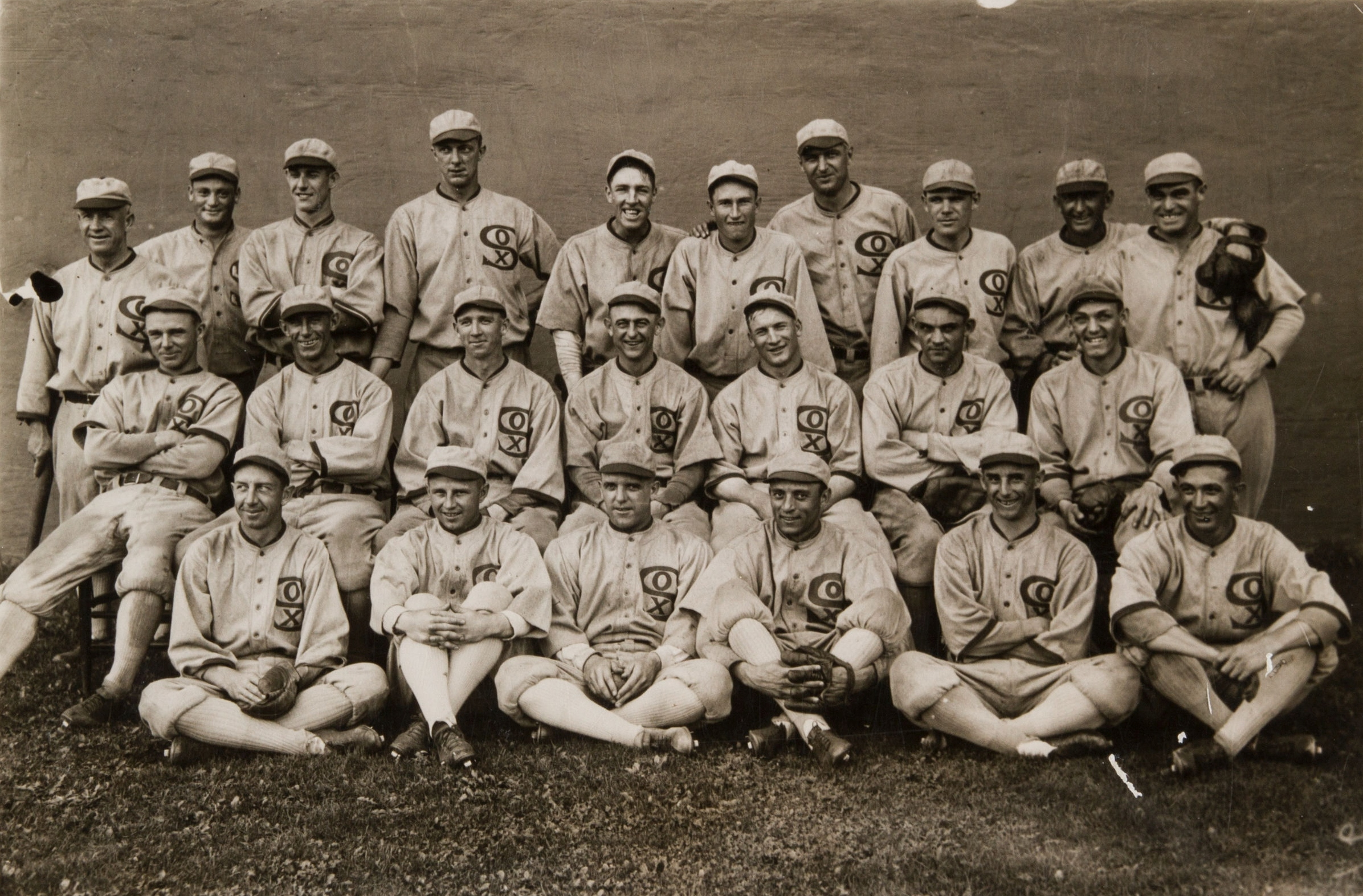
A equipe do White Sox em 1919.

As apostas em jogos foram um problema no beisebol profissional desde o início. O astro arremessador Jim Devlin foi banido do esporte em 1877, quando a Liga Nacional tinha apenas dois anos. Os problemas no jogo do beisebol chegaram ao auge em 1919, quando oito jogadores do Chicago White Sox teriam conspirado para perder a World Series de 1919.
Os White Sox haviam vencido a Série em 1917 e eram os grandes favoritos para vencer o Cincinnati Reds em 1919, mas o jogador de primeira base Chick Gandil tinha outros planos. Gandil, em colaboração com o apostador Joseph "Sport" Sullivan, abordou seus companheiros de equipe e conseguiu que seis deles concordassem em perder a Série: os arremessadores iniciais Eddie Cicotte e Lefty Williams, o interbases Swede Risberg, o defensor esquerdo Shoeless Joe Jackson, o defensor central Happy Felsch e o infielder Fred McMullin. Buck Weaver sabia da armação, mas recusou-se a participar, conseguindo um bom aproveitamento sem cometer erros em campo. Os Sox, a quem foram prometidos cem mil dólares pela cooperação, perderam a Série em oito jogos, lançando mal, rebatendo mal e cometendo muitos erros. Apesar de ter ganhado o dinheiro, Jackson insistiu até a morte que ele jogou o melhor de sua habilidade na série (ele foi o melhor rebatedor da série, incluindo ter acertado o único home run da série, mas teve números piores nos jogos que o White Sox perdeu).
Durante a série, o escritor e humorista Ring Lardner divertidamente chamou o evento de "World's Serious". A Série acabou tendo sérias consequências para o esporte. Depois que rumores circularam por quase um ano, os jogadores foram suspensos em setembro de 1920. Os "Black Sox" foram absolvidos em um julgamento de conspiração criminal. Entretanto, o beisebol havia estabelecido o cargo de comissário, em um esforço para proteger a integridade do jogo, e o primeiro comissário, Kenesaw Mountain Landis, baniu todos os jogadores envolvidos, incluindo Weaver, para o resto da vida. Os White Sox não ganhariam uma World Series novamente até 2005.
Os eventos da Série de 1919, seguindo para a era da "bola viva", marcaram um momento de mudança na sorte de várias equipes. Os dois vencedores mais prolíficos da World Series até o momento, New York Yankees e St. Louis Cardinals, não venceram seu primeiro campeonato até a década de 1920; e três das equipes que eram muito bem-sucedidas antes de 1920 (Boston Red Sox, Chicago White Sox e Chicago Cubs) passaram o resto do século XX sem outra vitória na World Series. Red Sox e White Sox finalmente venceram novamente, em 2004 e 2005, respectivamente. Os Cubs tiveram que esperar mais de um século (até a temporada de 2016) pelo seu troféu seguinte. Eles não apareceram no Fall Classic de 1945 até 2016, a mais longa seca de qualquer time da MLB.

### Dinastia dos Yankees (1920–1964)
O New York Yankees comprou Babe Ruth do Boston Red Sox após a temporada de 1919, apareceu em sua primeira World Series dois anos depois, em 1921, e tornou-se um participante frequente depois disso. A World Series de 1921 foi a primeira a ser transmitida pelo rádio. Durante um período de 45 anos, de 1920 a 1964, os Yankees disputaram 29 World Series, vencendo vinte. A dinastia da equipe atingiu seu ápice entre 1949 e 1964, quando os Yankees chegaram à World Series catorze vezes em dezesseis anos, ajudados por um acordo com o Kansas City Athletics (depois que a equipe se mudou da Filadélfia, durante a entressafra de 1954–55), por meio da qual as equipes fizeram vários negócios vantajosos para os Yankees (até que o novo proprietário do Athletics fosse Charles O. Finley). Durante esse período, o New York Yankees jogou em todas as World Series, exceto 1954 e 1959, vencendo nove delas. De 1949 a 1953, os Yankees venceram a World Series por cinco anos consecutivos; de 1936 a 1939, venceram quatro Séries Mundiais consecutivas. Existem apenas duas outras ocasiões em que uma equipe venceu pelo menos três World Series consecutivas: de 1972 a 1974, pelo Oakland Athletics, e de 1998 a 2000, pelos Yankees.
Em um período de dezoito anos, de 1947 a 1964, exceto 1948 e 1959, a World Series foi disputada na cidade de Nova York, apresentando pelo menos uma das três equipes localizadas na cidade à época: Dodgers e Giants, que se mudaram para a Califórnia após a temporada de 1957, deixando os Yankees como o único time da cidade até que o Mets fosse criado, em 1962. Em 1947, 1949, 1951, 1952, 1953, 1955 e 1956, ambas as equipes na World Series eram de Nova York, com os Yankees jogando contra os Dodgers ou os Giants.

### World Series na Califórnia
Em 1958, o Brooklyn Dodgers e o New York Giants levaram sua rivalidade de longa data para a costa oeste, mudando-se para Los Angeles e São Francisco, respectivamente, trazendo a Major League Baseball a oeste de St. Louis e Kansas City. Os Dodgers foram os primeiros dos dois clubes a disputar uma World Series na costa oeste, derrotando o Chicago White Sox em 1959. Em 1962, os Giants fizeram sua primeira aparição na World Series após a mudança para a Califórnia, perdendo para os Yankees. Os Dodgers fizeram três aparições na World Series na década de 1960: uma vitória em 1963 sobre os Yankees, uma vitória em 1965 sobre o Minnesota Twins e uma derrota em 1966 para o Baltimore Orioles.
Em 1968, o Kansas City Athletics mudou-se para Oakland, e, no ano seguinte, em 1969, a National League concedeu uma franquia a San Diego, o San Diego Padres. Os A's tornaram-se uma poderosa dinastia, vencendo três World Series consecutivas de 1972 a 1974. Em 1974, os A's jogaram contra os Dodgers na primeira World Series totalmente californiana. Os Padres têm duas aparições na World Series (uma derrota em 1984 para o Detroit Tigers e uma derrota em 1998 para o New York Yankees). Os Dodgers venceram mais duas World Series na década de 1980 (1981 e 1988). Os A's voltaram a disputar três Séries Mundiais consecutivas, de 1988 a 1990, vencendo uma vez. As temporadas de 1988 e 1989 tiveram séries totalmente californianas, com os A's perdendo para os Dodgers e vencendo os Giants, respectivamente. Os Giants estiveram em quatro World Series no século XXI, perdendo em 2002 para o Anaheim Angels e vencendo em 2010 (Rangers), 2012 (Tigers) e 2014 (Royals).

## Resultados
Os números entre parênteses na tabela são as participações na World Series até a data de cada disputa, e as colunas com as equipes campeã e vice indicam o número de vezes que aquela equipe apareceu em uma World Series, bem como a campanha de vitórias e derrotas de cada equipe na World Series até aquele momento.
| Ano  | Campeão                                               | Técnico                                               | Placar                                                | Vice-campeão                                          | Técnico                                               |
| ---- | ----------------------------------------------------- | ----------------------------------------------------- | ----------------------------------------------------- | ----------------------------------------------------- | ----------------------------------------------------- |
| 1903 | Boston Americans (1, 1–0)                             | Jimmy Collins                                         | 5–3                                                   | Pittsburgh Pirates (1, 0–1)                           | Fred Clarke                                           |
| 1904 | Não houve World Series                                | Não houve World Series                                | Não houve World Series                                | Não houve World Series                                | Não houve World Series                                |
| 1905 | New York Giants (1, 1–0)                              | John McGraw                                           | 4–1                                                   | Philadelphia Athletics (1, 0–1)                       | Connie Mack                                           |
| 1906 | Chicago White Sox (1, 1–0)                            | Fielder Jones                                         | 4–2                                                   | Chicago Cubs (1, 0–1)                                 | Frank Chance                                          |
| 1907 | Chicago Cubs (2, 1–1)                                 | Frank Chance                                          | 4–0–(1)                                               | Detroit Tigers (1, 0–1)                               | Hugh Jennings                                         |
| 1908 | Chicago Cubs (3, 2–1)                                 | Frank Chance                                          | 4–1                                                   | Detroit Tigers (2, 0–2)                               | Hugh Jennings                                         |
| 1909 | Pittsburgh Pirates (2, 1–1)                           | Fred Clarke                                           | 4–3                                                   | Detroit Tigers (3, 0–3)                               | Hugh Jennings                                         |
| 1910 | Philadelphia Athletics (2, 1–1)                       | Connie Mack                                           | 4–1                                                   | Chicago Cubs (4, 2–2)                                 | Frank Chance                                          |
| 1911 | Philadelphia Athletics (3, 2–1)                       | Connie Mack                                           | 4–2                                                   | New York Giants (2, 1–1)                              | John McGraw                                           |
| 1912 | Boston Red Sox (2, 2–0)                               | Jake Stahl                                            | 4–3–(1)                                               | New York Giants (3, 1–2)                              | John McGraw                                           |
| 1913 | Philadelphia Athletics (4, 3–1)                       | Connie Mack                                           | 4–1                                                   | New York Giants (4, 1–3)                              | John McGraw                                           |
| 1914 | Boston Braves (1, 1–0)                                | George Stallings                                      | 4–0                                                   | Philadelphia Athletics (5, 3–2)                       | Connie Mack                                           |
| 1915 | Boston Red Sox (3, 3–0)                               | Bill Carrigan                                         | 4–1                                                   | Philadelphia Phillies (1, 0–1)                        | Pat Moran                                             |
| 1916 | Boston Red Sox (4, 4–0)                               | Bill Carrigan                                         | 4–1                                                   | Brooklyn Robins (1, 0–1)                              | Wilbert Robinson                                      |
| 1917 | Chicago White Sox (2, 2–0)                            | Pants Rowland                                         | 4–2                                                   | New York Giants (5, 1–4)                              | John McGraw                                           |
| 1918 | Boston Red Sox (5, 5–0)                               | Ed Barrow                                             | 4–2                                                   | Chicago Cubs (5, 2–3)                                 | Fred Mitchell                                         |
| 1919 | Cincinnati Reds (1, 1–0)                              | Pat Moran                                             | 5–3                                                   | Chicago White Sox (3, 2–1)                            | Kid Gleason                                           |
| 1920 | Cleveland Indians (1, 1–0)                            | Tris Speaker                                          | 5–2                                                   | Brooklyn Robins (2, 0–2)                              | Wilbert Robinson                                      |
| 1921 | New York Giants (6, 2–4)                              | John McGraw                                           | 5–3                                                   | New York Yankees (1, 0–1)                             | Miller Huggins                                        |
| 1922 | New York Giants (7, 3–4)                              | John McGraw                                           | 4–0–(1)                                               | New York Yankees (2, 0–2)                             | Miller Huggins                                        |
| 1923 | New York Yankees (3, 1–2)                             | Miller Huggins                                        | 4–2                                                   | New York Giants (8, 3–5)                              | John McGraw                                           |
| 1924 | Washington Senators (1, 1–0)                          | Bucky Harris                                          | 4–3                                                   | New York Giants (9, 3–6)                              | John McGraw                                           |
| 1925 | Pittsburgh Pirates (3, 2–1)                           | Bill McKechnie                                        | 4–3                                                   | Washington Senators (2, 1–1)                          | Bucky Harris                                          |
| 1926 | St. Louis Cardinals (1, 1–0)                          | Rogers Hornsby                                        | 4–3                                                   | New York Yankees (4, 1–3)                             | Miller Huggins                                        |
| 1927 | New York Yankees (5, 2–3)                             | Miller Huggins                                        | 4–0                                                   | Pittsburgh Pirates (4, 2–2)                           | Donie Bush                                            |
| 1928 | New York Yankees (6, 3–3)                             | Miller Huggins                                        | 4–0                                                   | St. Louis Cardinals (2, 1–1)                          | Bill McKechnie                                        |
| 1929 | Philadelphia Athletics (6, 4–2)                       | Connie Mack                                           | 4–1                                                   | Chicago Cubs (6, 2–4)                                 | Joe McCarthy                                          |
| 1930 | Philadelphia Athletics (7, 5–2)                       | Connie Mack                                           | 4–2                                                   | St. Louis Cardinals (3, 1–2)                          | Gabby Street                                          |
| 1931 | St. Louis Cardinals (4, 2–2)                          | Gabby Street                                          | 4–3                                                   | Philadelphia Athletics (8, 5–3)                       | Connie Mack                                           |
| 1932 | New York Yankees (7, 4–3)                             | Joe McCarthy                                          | 4–0                                                   | Chicago Cubs (7, 2–5)                                 | Charlie Grimm                                         |
| 1933 | New York Giants (10, 4–6)                             | Bill Terry                                            | 4–1                                                   | Washington Senators (3, 1–2)                          | Joe Cronin                                            |
| 1934 | St. Louis Cardinals (5, 3–2)                          | Frank Frisch                                          | 4–3                                                   | Detroit Tigers (4, 0–4)                               | Mickey Cochrane                                       |
| 1935 | Detroit Tigers (5, 1–4)                               | Mickey Cochrane                                       | 4–2                                                   | Chicago Cubs (8, 2–6)                                 | Charlie Grimm                                         |
| 1936 | New York Yankees (8, 5–3)                             | Joe McCarthy                                          | 4–2                                                   | New York Giants (11, 4–7)                             | Bill Terry                                            |
| 1937 | New York Yankees (9, 6–3)                             | Joe McCarthy                                          | 4–1                                                   | New York Giants (12, 4–8)                             | Bill Terry                                            |
| 1938 | New York Yankees (10, 7–3)                            | Joe McCarthy                                          | 4–0                                                   | Chicago Cubs (9, 2–7)                                 | Gabby Hartnett                                        |
| 1939 | New York Yankees (11, 8–3)                            | Joe McCarthy                                          | 4–0                                                   | Cincinnati Reds (2, 1–1)                              | Bill McKechnie                                        |
| 1940 | Cincinnati Reds (3, 2–1)                              | Bill McKechnie                                        | 4–3                                                   | Detroit Tigers (6, 1–5)                               | Del Baker                                             |
| 1941 | New York Yankees (12, 9–3)                            | Joe McCarthy                                          | 4–1                                                   | Brooklyn Dodgers (3, 0–3)                             | Leo Durocher                                          |
| 1942 | St. Louis Cardinals (6, 4–2)                          | Billy Southworth                                      | 4–1                                                   | New York Yankees (13, 9–4)                            | Joe McCarthy                                          |
| 1943 | New York Yankees (14, 10–4)                           | Joe McCarthy                                          | 4–1                                                   | St. Louis Cardinals (7, 4–3)                          | Billy Southworth                                      |
| 1944 | St. Louis Cardinals (8, 5–3)                          | Billy Southworth                                      | 4–2                                                   | St. Louis Browns (1, 0–1)                             | Luke Sewell                                           |
| 1945 | Detroit Tigers (7, 2–5)                               | Steve O'Neill                                         | 4–3                                                   | Chicago Cubs (10, 2–8)                                | Charlie Grimm                                         |
| 1946 | St. Louis Cardinals (9, 6–3)                          | Eddie Dyer                                            | 4–3                                                   | Boston Red Sox (6, 5–1)                               | Joe Cronin                                            |
| 1947 | New York Yankees (15, 11–4)                           | Bucky Harris                                          | 4–3                                                   | Brooklyn Dodgers (4, 0–4)                             | Burt Shotton                                          |
| 1948 | Cleveland Indians (2, 2–0)                            | Lou Boudreau                                          | 4–2                                                   | Boston Braves (2, 1–1)                                | Billy Southworth                                      |
| 1949 | New York Yankees (16, 12–4)                           | Casey Stengel                                         | 4–1                                                   | Brooklyn Dodgers (5, 0–5)                             | Burt Shotton                                          |
| 1950 | New York Yankees (17, 13–4)                           | Casey Stengel                                         | 4–0                                                   | Philadelphia Phillies (2, 0–2)                        | Eddie Sawyer                                          |
| 1951 | New York Yankees (18, 14–4)                           | Casey Stengel                                         | 4–2                                                   | New York Giants (13, 4–9)                             | Leo Durocher                                          |
| 1952 | New York Yankees (19, 15–4)                           | Casey Stengel                                         | 4–3                                                   | Brooklyn Dodgers (6, 0–6)                             | Charlie Dressen                                       |
| 1953 | New York Yankees (20, 16–4)                           | Casey Stengel                                         | 4–2                                                   | Brooklyn Dodgers (7, 0–7)                             | Charlie Dressen                                       |
| 1954 | New York Giants (14, 5–9)                             | Leo Durocher                                          | 4–0                                                   | Cleveland Indians (3, 2–1)                            | Al Lopez                                              |
| 1955 | Brooklyn Dodgers (8, 1–7)                             | Walter Alston                                         | 4–3                                                   | New York Yankees (21, 16–5)                           | Casey Stengel                                         |
| 1956 | New York Yankees (22, 17–5)                           | Casey Stengel                                         | 4–3                                                   | Brooklyn Dodgers (9, 1–8)                             | Walter Alston                                         |
| 1957 | Milwaukee Braves (3, 2–1)                             | Fred Haney                                            | 4–3                                                   | New York Yankees (23, 17–6)                           | Casey Stengel                                         |
| 1958 | New York Yankees (24, 18–6)                           | Casey Stengel                                         | 4–3                                                   | Milwaukee Braves (4, 2–2)                             | Fred Haney                                            |
| 1959 | Los Angeles Dodgers (10, 2–8)                         | Walter Alston                                         | 4–2                                                   | Chicago White Sox (4, 2–2)                            | Al Lopez                                              |
| 1960 | Pittsburgh Pirates (5, 3–2)                           | Danny Murtaugh                                        | 4–3                                                   | New York Yankees (25, 18–7)                           | Casey Stengel                                         |
| 1961 | New York Yankees (26, 19–7)                           | Ralph Houk                                            | 4–1                                                   | Cincinnati Reds (4, 2–2)                              | Fred Hutchinson                                       |
| 1962 | New York Yankees (27, 20–7)                           | Ralph Houk                                            | 4–3                                                   | San Francisco Giants (15, 5–10)                       | Alvin Dark                                            |
| 1963 | Los Angeles Dodgers (11, 3–8)                         | Walter Alston                                         | 4–0                                                   | New York Yankees (28, 20–8)                           | Ralph Houk                                            |
| 1964 | St. Louis Cardinals (10, 7–3)                         | Johnny Keane                                          | 4–3                                                   | New York Yankees (29, 20–9)                           | Yogi Berra                                            |
| 1965 | Los Angeles Dodgers (12, 4–8)                         | Walter Alston                                         | 4–3                                                   | Minnesota Twins (4, 1–3)                              | Sam Mele                                              |
| 1966 | Baltimore Orioles (2, 1–1)                            | Hank Bauer                                            | 4–0                                                   | Los Angeles Dodgers (13, 4–9)                         | Walter Alston                                         |
| 1967 | St. Louis Cardinals (11, 8–3)                         | Red Schoendienst                                      | 4–3                                                   | Boston Red Sox (7, 5–2)                               | Dick Williams                                         |
| 1968 | Detroit Tigers (8, 3–5)                               | Mayo Smith                                            | 4–3                                                   | St. Louis Cardinals (12, 8–4)                         | Red Schoendienst                                      |
| 1969 | New York Mets (1, 1–0)                                | Gil Hodges                                            | 4–1                                                   | Baltimore Orioles (3, 1–2)                            | Earl Weaver                                           |
| 1970 | Baltimore Orioles (4, 2–2)                            | Earl Weaver                                           | 4–1                                                   | Cincinnati Reds (5, 2–3)                              | Sparky Anderson                                       |
| 1971 | Pittsburgh Pirates (6, 4–2)                           | Danny Murtaugh                                        | 4–3                                                   | Baltimore Orioles (5, 2–3)                            | Earl Weaver                                           |
| 1972 | Oakland Athletics (9, 6–3)                            | Dick Williams                                         | 4–3                                                   | Cincinnati Reds (6, 2–4)                              | Sparky Anderson                                       |
| 1973 | Oakland Athletics (10, 7–3)                           | Dick Williams                                         | 4–3                                                   | New York Mets (2, 1–1)                                | Yogi Berra                                            |
| 1974 | Oakland Athletics (11, 8–3)                           | Alvin Dark                                            | 4–1                                                   | Los Angeles Dodgers (14, 4–10)                        | Walter Alston                                         |
| 1975 | Cincinnati Reds (7, 3–4)                              | Sparky Anderson                                       | 4–3                                                   | Boston Red Sox (8, 5–3)                               | Darrell Johnson                                       |
| 1976 | Cincinnati Reds (8, 4–4)                              | Sparky Anderson                                       | 4–0                                                   | New York Yankees (30, 20–10)                          | Billy Martin                                          |
| 1977 | New York Yankees (31, 21–10)                          | Billy Martin                                          | 4–2                                                   | Los Angeles Dodgers (15, 4–11)                        | Tommy Lasorda                                         |
| 1978 | New York Yankees (32, 22–10)                          | Bob Lemon                                             | 4–2                                                   | Los Angeles Dodgers (16, 4–12)                        | Tommy Lasorda                                         |
| 1979 | Pittsburgh Pirates (7, 5–2)                           | Chuck Tanner                                          | 4–3                                                   | Baltimore Orioles (6, 2–4)                            | Earl Weaver                                           |
| 1980 | Philadelphia Phillies (3, 1–2)                        | Dallas Green                                          | 4–2                                                   | Kansas City Royals (1, 0–1)                           | Jim Frey                                              |
| 1981 | Los Angeles Dodgers (17, 5–12)                        | Tommy Lasorda                                         | 4–2                                                   | New York Yankees (33, 22–11)                          | Bob Lemon                                             |
| 1982 | St. Louis Cardinals (13, 9–4)                         | Whitey Herzog                                         | 4–3                                                   | Milwaukee Brewers (1, 0–1)                            | Harvey Kuenn                                          |
| 1983 | Baltimore Orioles (7, 3–4)                            | Joe Altobelli                                         | 4–1                                                   | Philadelphia Phillies (4, 1–3)                        | Paul Owens                                            |
| 1984 | Detroit Tigers (9, 4–5)                               | Sparky Anderson                                       | 4–1                                                   | San Diego Padres (1, 0–1)                             | Dick Williams                                         |
| 1985 | Kansas City Royals (2, 1–1)                           | Dick Howser                                           | 4–3                                                   | St. Louis Cardinals (14, 9–5)                         | Whitey Herzog                                         |
| 1986 | New York Mets (3, 2–1)                                | Davey Johnson                                         | 4–3                                                   | Boston Red Sox (9, 5–4)                               | John McNamara                                         |
| 1987 | Minnesota Twins (5, 2–3)                              | Tom Kelly                                             | 4–3                                                   | St. Louis Cardinals (15, 9–6)                         | Whitey Herzog                                         |
| 1988 | Los Angeles Dodgers (18, 6–12)                        | Tommy Lasorda                                         | 4–1                                                   | Oakland Athletics (12, 8–4)                           | Tony La Russa                                         |
| 1989 | Oakland Athletics (13, 9–4)                           | Tony La Russa                                         | 4–0                                                   | San Francisco Giants (16, 5–11)                       | Roger Craig                                           |
| 1990 | Cincinnati Reds (9, 5–4)                              | Lou Piniella                                          | 4–0                                                   | Oakland Athletics (14, 9–5)                           | Tony La Russa                                         |
| 1991 | Minnesota Twins (6, 3–3)                              | Tom Kelly                                             | 4–3                                                   | Atlanta Braves (5, 2–3)                               | Bobby Cox                                             |
| 1992 | Toronto Blue Jays (1, 1–0)                            | Cito Gaston                                           | 4–2                                                   | Atlanta Braves (6, 2–4)                               | Bobby Cox                                             |
| 1993 | Toronto Blue Jays (2, 2–0)                            | Cito Gaston                                           | 4–2                                                   | Philadelphia Phillies (5, 1–4)                        | Jim Fregosi                                           |
| 1994 | Não houve World Series, por causa da greve de 1994–95 | Não houve World Series, por causa da greve de 1994–95 | Não houve World Series, por causa da greve de 1994–95 | Não houve World Series, por causa da greve de 1994–95 | Não houve World Series, por causa da greve de 1994–95 |
| 1995 | Atlanta Braves (7, 3–4)                               | Bobby Cox                                             | 4–2                                                   | Cleveland Indians (4, 2–2)                            | Mike Hargrove                                         |
| 1996 | New York Yankees (34, 23–11)                          | Joe Torre                                             | 4–2                                                   | Atlanta Braves (8, 3–5)                               | Bobby Cox                                             |
| 1997 | Florida Marlins (1, 1–0)                              | Jim Leyland                                           | 4–3                                                   | Cleveland Indians (5, 2–3)                            | Mike Hargrove                                         |
| 1998 | New York Yankees (35, 24–11)                          | Joe Torre                                             | 4–0                                                   | San Diego Padres (2, 0–2)                             | Bruce Bochy                                           |
| 1999 | New York Yankees (36, 25–11)                          | Joe Torre                                             | 4–0                                                   | Atlanta Braves (9, 3–6)                               | Bobby Cox                                             |
| 2000 | New York Yankees (37, 26–11)                          | Joe Torre                                             | 4–1                                                   | New York Mets (4, 2–2)                                | Bobby Valentine                                       |
| 2001 | Arizona Diamondbacks (1, 1–0)                         | Bob Brenly                                            | 4–3                                                   | New York Yankees (38, 26–12)                          | Joe Torre                                             |
| 2002 | Anaheim Angels (1, 1–0)                               | Mike Scioscia                                         | 4–3                                                   | San Francisco Giants (17, 5–12)                       | Dusty Baker                                           |
| 2003 | Florida Marlins (2, 2–0)                              | Jack McKeon                                           | 4–2                                                   | New York Yankees (39, 26–13)                          | Joe Torre                                             |
| 2004 | Boston Red Sox (10, 6–4)                              | Terry Francona                                        | 4–0                                                   | St. Louis Cardinals (16, 9–7)                         | Tony La Russa                                         |
| 2005 | Chicago White Sox (5, 3–2)                            | Ozzie Guillén                                         | 4–0                                                   | Houston Astros (1, 0–1)                               | Phil Garner                                           |
| 2006 | St. Louis Cardinals (17, 10–7)                        | Tony La Russa                                         | 4–1                                                   | Detroit Tigers (10, 4–6)                              | Jim Leyland                                           |
| 2007 | Boston Red Sox (11, 7–4)                              | Terry Francona                                        | 4–0                                                   | Colorado Rockies (1, 0–1)                             | Clint Hurdle                                          |
| 2008 | Philadelphia Phillies (6, 2–4)                        | Charlie Manuel                                        | 4–1                                                   | Tampa Bay Rays (1, 0–1)                               | Joe Maddon                                            |
| 2009 | New York Yankees (40, 27–13)                          | Joe Girardi                                           | 4–2                                                   | Philadelphia Phillies (7, 2–5)                        | Charlie Manuel                                        |
| 2010 | San Francisco Giants (18, 6–12)                       | Bruce Bochy                                           | 4–1                                                   | Texas Rangers (1, 0–1)                                | Ron Washington                                        |
| 2011 | St. Louis Cardinals (18, 11–7)                        | Tony La Russa                                         | 4–3                                                   | Texas Rangers (2, 0–2)                                | Ron Washington                                        |
| 2012 | San Francisco Giants (19, 7–12)                       | Bruce Bochy                                           | 4–0                                                   | Detroit Tigers (11, 4–7)                              | Jim Leyland                                           |
| 2013 | Boston Red Sox (12, 8–4)                              | John Farrell                                          | 4–2                                                   | St. Louis Cardinals (19, 11–8)                        | Mike Matheny                                          |
| 2014 | San Francisco Giants (20, 8–12)                       | Bruce Bochy                                           | 4–3                                                   | Kansas City Royals (3, 1–2)                           | Ned Yost                                              |
| 2015 | Kansas City Royals (4, 2–2)                           | Ned Yost                                              | 4–1                                                   | New York Mets (5, 2–3)                                | Terry Collins                                         |
| 2016 | Chicago Cubs (11, 3–8)                                | Joe Maddon                                            | 4–3                                                   | Cleveland Indians (6, 2–4)                            | Terry Francona                                        |
| 2017 | Houston Astros (2, 1–1)                               | A. J. Hinch                                           | 4–3                                                   | Los Angeles Dodgers (19, 6–13)                        | Dave Roberts                                          |
| 2018 | Boston Red Sox (13, 9–4)                              | Alex Cora                                             | 4–1                                                   | Los Angeles Dodgers (20, 6–14)                        | Dave Roberts                                          |
| 2019 | Washington Nationals (1, 1–0)                         | Dave Martinez                                         | 4–3                                                   | Houston Astros (3, 1–2)                               | A. J. Hinch                                           |
| 2020 | Los Angeles Dodgers (21, 7–14)                        | Dave Roberts                                          | 4–2                                                   | Tampa Bay Rays (2, 0–2)                               | Kevin Cash                                            |
| 2021 | Atlanta Braves (10, 4–6)                              | Brian Snitker                                         | 4–2                                                   | Houston Astros (4, 1–3)                               | Dusty Baker                                           |
| 2022 | Houston Astros (5, 2–3)                               | Dusty Baker                                           | 4–2                                                   | Philadelphia Phillies (8, 2–6)                        | Rob Thomson                                           |
| 2023 | Texas Rangers (3, 1-2)                                | Bruce Bochy                                           | 4–1                                                   | Arizona Diamondbacks (2, 1-1)                         | Torey Luvullo                                         |
| 2024 | Los Angeles Dodgers (22, 8–14)                        | Dave Roberts                                          | 4–1                                                   | New York Yankees (41, 27–14)                          | Aaron Boone                                           |

Notas
- Os Astros estiveram na Liga Nacional de 1962 a 2012, depois disso foram para a Liga Americana.

## Recordes
| Teams †                                                                                               | Series Vencidas | Series Jogadas | Útimo Título | Último Jogo |
| --- | --------------- | -------------- | ------------ | ----------- |
| New York Yankees (AL) [antes Baltimore Orioles, Highlanders]                                          | 27              | 41             | 2009         | 2024        |
| St. Louis Cardinals (NL)                                                                              | 11              | 19             | 2011         | 2013        |
| Oakland Athletics (AL) [antes Philadelphia/Kansas City]                                               | 9               | 14             | 1989         | 1990        |
| Boston Red Sox (AL) [antes Americans]                                                                 | 9               | 13             | 2018         | 2018        |
| San Francisco Giants (NL) [antes New York]                                                            | 8               | 20             | 2014         | 2014        |
| Los Angeles Dodgers (NL) [antes Brooklyn Robins/Dodgers]                                              | 8               | 22             | 2024         | 2024        |
| Cincinnati Reds (NL) [antes Redlegs, Red Stockings]                                                   | 5               | 9              | 1990         | 1990        |
| Pittsburgh Pirates (NL)                                                                               | 5               | 7              | 1979         | 1979        |
| Detroit Tigers (AL)                                                                                   | 4               | 11             | 1984         | 2012        |
| Chicago Cubs (NL) [antes Chicago White Stockings, Chicago Orphans, Chicago Colts]                     | 3               | 11             | 2016         | 2016        |
| Atlanta Braves (NL) [antes Boston Red Stockings, Beaneaters, Doves, Rustlers, Braves/Milwaukee]       | 4               | 10             | 2021         | 2021        |
| Baltimore Orioles (AL) [antes primeiro Milwaukee Brewers/St. Louis Browns]                            | 3               | 7              | 1983         | 1983        |
| Minnesota Twins (AL) [antes primeiro Washington Nationals/Senators]                                   | 3               | 6              | 1991         | 1991        |
| Chicago White Sox (AL)                                                                                | 3               | 5              | 2005         | 2005        |
| Philadelphia Phillies (NL)                                                                            | 2               | 8              | 2008         | 2022        |
| Cleveland Guardians (AL) [conhecidos antes como Indians]                                              | 2               | 6              | 1948         | 2016        |
| New York Mets (NL, 1962)*                                                                             | 2               | 5              | 1986         | 2015        |
| Kansas City Royals (AL, 1969)*                                                                        | 2               | 4              | 2015         | 2015        |
| Miami Marlins (NL, 1993) * [antes Florida]                                                            | 2               | 2              | 2003         | 2003        |
| Toronto Blue Jays (AL, 1977)*                                                                         | 2               | 2              | 1993         | 1993        |
| Houston Astros (NL, 1962; AL, 2013) * [antes Colt.45s, NL]                                            | 2               | 5              | 2017         | 2022        |
| Texas Rangers (AL, 1961) * [antes segundo Washington Senators]                                        | 1               | 3              | 2023         | 2023        |
| Washington Nationals (NL, 1969) * [antes Montreal Expos, atual segundo Washington Nationals]          | 1               | 1              | 2019         | 2019        |
| Los Angeles Angels (AL, 1961) * [antes California/Anaheim Angels e Los Angeles Angels of Anaheim]     | 1               | 1              | 2002         | 2002        |
| Arizona Diamondbacks (NL, 1998) *                                                                     | 1               | 1              | 2001         | 2001        |
| San Diego Padres (NL, 1969) *                                                                         | 0               | 2              | —            | 1998        |
| Tampa Bay Rays (AL, 1998) * [antes Devil Rays]                                                        | 0               | 2              | —            | 2020        |
| Milwaukee Brewers (AL, 1969; NL, 1998) * [antes Seattle Pilots (AL), atual segundo Milwaukee Brewers] | 0               | 1              | —            | 1982        |
| Colorado Rockies (NL, 1993) *                                                                         | 0               | 1              | —            | 2007        |
| Seattle Mariners (AL, 1977) *                                                                         | 0               | 0              | —            | —           |

| Legenda da tabela |
| Time da National League Time da American League |
| * Ingressou na AL ou NL após 1960 |
| † Os totais incluem o registro de uma equipe com outro nome ou em uma cidade anterior [entre colchetes em letras pequenas abaixo do nome atual]. Para obter mais detalhes, consulte os artigos individuais das equipes. |
| Fonte: MLB.com |

Notas
As equipes da Liga Americana (AL) venceram 66 das 116 World Series disputadas (56,9%). O New York Yankees é o maior vencedor, com 27 campeonatos, ou 23,3% de todas as séries disputadas e 40,9% das vitórias de times da Liga Americana. Os Yankees também foram os representantes da Liga Americana na World Series por mais vezes, com quarenta participações no total. O St. Louis Cardinals venceu onze World Series, a segunda maior marca entre todas as trinta equipes e a maior entre as franquias da Liga Nacional, respondendo por 9,5% de todas as séries disputadas e 22% das cinquenta vitórias da Liga Nacional. No entanto, o Brooklyn/Los Angeles Dodgers foi o representante da Liga Nacional na World Series mais vezes, com 21 jogos no total. As catorze derrotas dos Dodgers na World Series são mais que qualquer equipe, enquanto as treze derrotas dos Yankees são as maiores dentre as equipes da AL.
Yankees e Dodgers é o confronto mais repetido, com onze disputas no total entre as duas franquias. Os Yankees venceram oito dessas onze competições, embora os Dodgers tenham derrotado os Yankees em seu último confronto na World Series, em 1981. Quando a primeira World Series moderna foi disputada, em 1903, havia oito times em cada liga. Essas dezesseis franquias, todas ainda existentes, ganharam, cada uma, pelo menos dois títulos da World Series.
O número de equipes permaneceu inalterado até 1961, com quatorze equipes de expansão juntando-se à MLB desde então, e todas, exceto o Seattle Mariners, apareceram em pelo menos uma World Series. Das 24 séries em que pelo menos uma equipe de expansão jogou, incluindo duas séries (2015 e 2019) em que ambas as equipes eram de expansão, as equipes de expansão venceram onze, o que representa 45,8% de todas as séries em que uma equipe de expansão jogou e 9,5% de todas as 116 séries jogadas desde 1903. Em 2015, a primeira World Series apresentando apenas equipes de expansão foi jogada, entre o Kansas City Royals e o New York Mets.